# Sole (rivière)
Pour les articles homonymes, voir Sole (homonymie).
La Sole est une rivière française des Pyrénées qui coule en Gascogne dans le Sud-Ouest de la France. C'est un affluent de la Petite Baïse, donc un sous-affluent de la Garonne par la Baïse.

## Géographie
De 19,5 km de longueur, la Sole prend sa source sur le plateau de Lannemezan dans les Hautes-Pyrénées commune de Tajan et se jette dans la Petite Baïse à l'aval de Puntous Gers.

### Communes et département traversés
- Hautes-Pyrénées : Sabarros, Betpouy, Galan, Caubous, Vieuzos, Puntous, Gaussan, Recurt, Tajan, Monlong, Guizerix, Larroque, Barthe.

## Principaux affluents
- Ruisseau de Recurt : 2,4 km
- La Hagède : 2,4 km